# 流浪馬里奥
流浪馬里奥（さすらいまりお、1977年7月6日 - ）は、日本の水面画家、旅人。マーブリング技法で書きあげる水面画、ライブ投影した空間美術を手がける。松戸市立松ヶ丘小学校卒業。青蘭学院女子高等学校中退(現/青稜中学校・高等学校)。趣味は旅行、キャンプ。特技は編み物、野宿。

## 来歴・人物
小学生より書道（水墨画、マーブリング）、剣道を始め2019年現在道場に在籍中。
本名でバラエティー番組の再現VTRなどに出演、モデル活動をしていた事もあり本人によるブログを通じてバックパッカーとしても知名度が高い。

### 旅観
- 1996年より東北、関東、関西、沖縄を拠点にバックパック一つで予定を組まない快楽を追求した一人旅を始める。現地に住み込むなどして現地と触れ合いながらながら旅をしていた。2004年から数年間は、気の合う旅人達と日本を含むアジア大陸を車泊、野宿、ヒッチハイク、徒歩などで旅をする。野宿旅を好むため、女性に見られないように短髪で金髪にしていたことがある。旅中に感極まって泣いているが、Thailandに滞在中バックパックに荷物が収まらなくなってしまった時、節約のため現地の鞄屋で下取り交換してもらったが愛着がありすぎて手放す際に大号泣した。2006年タイのワットポー寺院にてタイ古式マッサージ、タイ式フットマッサージのライセンスを取得している。2008年香川県を最後に日本全国制覇した。行った国の現地語（文字と数字）は覚えるようにしている（文字は地図が読める様に、数字は買い物で騙されない様にとの事）東日本大震災後、物資を集め宮城県にボランティアに行っている。

### 美術・芸術観
- マーブリング技法を基に絵具を水の上でコントロールし、水の中で生まれた偶然と必然を抜き取った独創的世界の作品や、独自の技法で色の濃淡を創り出した水墨画の様な作品がある。白壁に映し出すマーブリング空間パフォーマンスにて舞踏家、バレエダンサー、ミュージシャンなどと舞台、公演に参加している。[3]
  - 2012年に奈良県で開かれた個展「水楽-Suigaku-」では着物の帯に仕立てた長さ28m40cmのマーブリング作品を展示。[4]
  - 紙作品だけでなく動画でも作品公開をしている。[5]
  - 2012年のGAO (歌手)のLIVEにて旅とアートについてインタビューを受ける。[6]
  - 千葉市文化祭のLIVEにて桂扇生 (落語家)よりインタビューを受ける。[7]

## 個展
- 2012水楽-SUIGAKU-（奈良・葛城市）

## グループ展
- 2011感代謝～UNROUTINIZERS～（茨城・古河市）
- 2011當間の里あーと時間（奈良・葛城市）
- 2012DESIGN FESTA35（東京・有明）
- 2012Shanghai Art Fair（中国・上海）
- 2019Self confident work展（大阪・梅田）

## ライブペイント・映像投影
- 2011TAMEILOW-公演-（東京・代々木）
- 2012福岡ダンスフリンジフェスティバル-SAMON MARICI-演出/小池陽子舞台、山海塾舞踏家/石井則仁（福岡・福岡市）
- 2012机上の空論プロジェクト-JTAN2012-（東京・神楽坂）
- 2012律動-RHYTHMOS-（東京・北品川）
- 2012広島野外フェス-BOUNO!MUSICA!2012 映像投影（広島・尾道）
- 2012ART SESSION Vol.10:GAO feat.流浪馬里奥LIVE（東京・駒込）
- 2014千葉市民文化祭オープニングLIVE（千葉・千葉市）
- 2019VivienneWestwood MAN 表参道店『世界水の日 World Water Day 24bottles launch party』インスタレーション（東京・表参道）

## デザイン制作
- 2010 行燈屋「月灯」ショップロゴ
- 2011～婚礼引出物パッケージ
- 2012 ART EVENT「律動」フライヤーアート＋ボディーペイント
- 2012 お菓子のPOPケーキCM
- 2012「和茶々本舗」茶袋パッケージ
- 2013 Junior Chamber International Matsudo 2013ロゴ
- 2013 公益社団法人 松戸青年会議所 祝賀新年会 席次デザイン
- 2014 京都 東和束甜茶工場 名刺デザイン
- 2014 株式会社NIDEK主催　スマホパッケージデザインコンペ入賞

## 講師
- 2010~2012心字屋マーブリング教室（千葉・松戸市/奈良・葛城市）
- 2011OUTDOOR MARBLING（千葉・松戸市/東京・足立区）
- 2011DANCE TEXT PROJECT-CREATIVE RESEARCH-（埼玉・東浦和）
- 2014千葉市民文化祭「流浪馬里奥のマーブリング体験教室」（千葉・千葉市）
- 2018SOGO-そごう千葉店 『コト体験デパート』マーブリング教室 (2018・千葉市)

## メディア出演
テレビ
- とんねるずのカバチ（TBS系・1996年）
- ザ・レターズ〜家族の愛にありがとう（フジテレビ系・2002年）ゲストエピソード-久本雅美編-再現VTR
- 中居正広の金曜日のスマたちへ（TBS系・2003年）※行列のできる金スマJUDGE⑤-催眠術編-再現VTR
- 中居正広の金曜日のスマたちへ（TBS系・2003年）※女の秘密⑤～酔っ払い娘のとんでも事件-再現VTR

雑誌
- COOL TORANS（ワニブックス・2001年）※OAKLEY01~02‐FALL/WINTER-LIFE STYLE
- 千葉県情報誌あでるは 表紙モデル/インタビュア掲載（2003年3月号）
- 千葉日報新聞インタビュア掲載（2013年12月22日/日刊）

イメージガール
- パチンコ産業マルホン(マルホン工業)「CRアクアポリス2」新作展示イメージガール（2006年）